# Метцгеріальні
Метцгеріальні (Metzgeriales) — порядок печіночників. Цю групу іноді називають простими талоїдними печіночниками: «талоїдними», тому що члени не мають структур, схожих на стебла або листя, і «простими», оскільки їхні тканини тонкі та відносно недиференційовані. Усі види мають невелику стадію гаметофіту та меншу, відносно короткочасну спороносну стадію. Хоча ці рослини майже повністю обмежені регіонами з високою вологістю або легкодоступною вологою, ця група в цілому широко поширена і зустрічається на всіх континентах, крім Антарктиди.